# بیزارگر
در روان‌شناسی بیزارگرها محرک‌های ناخوشایندی هستند که از طریق تقویت منفی یا تنبیه مثبت موجب تغییراتی در رفتار می‌شوند. با اعمال یک بیزارگر بلافاصله بعد یا قبل از یک رفتار، احتمال تکرار آن رفتار در آینده کاهش می‌یابد. بیزارگرها می‌توانند محرک‌های ناخوشایند جزئی باشند یا به طور جسمی، روانی یا احساسی به فرد آسیب بزنند. استفاده از بیزارگرها مورد انتقاد گروه‌های مختلف از جمله فعالان جنبش حقوق اوتیسم بوده است.